# Emanuele Grasso
Emanuele Grasso (Acireale, 1789 – 1853) è stato un pittore italiano.

## Biografia
Allievo di Paolo Vasta viene ricordato, soprattutto, per una nuova tecnica di affresco su tela e su tavola, famosa e la Madonna e S. Francesco dell‘abside della Madonna degli Angeli di Acireale, affreschi del Grasso possono essere ammirati al Teatro San Carlo di Napoli, nel Palazzo arcivescovile di Messina e nel Palazzo Ciancio di Adrano.
Autore di 58 tavole doppie, disegnate ad acquerello, raffiguranti piante e fiori tipici della Sicilia,  pubblicate nel 1811 nell‘"Acis Hortus Regius" e commissionate dal chimico ed intellettuale acese Giuseppe Riggio.

## Opere
- 1837, Veduta di Aci Reale, affresco su tavola, Caserta, Palazzo Reale
- 1848, Martirio di Sant'Erasmo, olio su tela, opera custodita nella chiesa di Sant'Egidio di Linguaglossa